# Éditions Vigdor
 (janvier 2012).
Si vous disposez d'ouvrages ou d'articles de référence ou si vous connaissez des sites web de qualité traitant du thème abordé ici, merci de compléter l'article en donnant les références utiles à sa vérifiabilité et en les liant à la section « Notes et références ».
 (avril 2025).
La mise en forme du texte ne suit pas les recommandations de Wikipédia : il faut le « wikifier ».
Les points d'amélioration suivants sont les cas les plus fréquents :
- Les titres sont pré-formatés par le logiciel. Ils ne sont ni en capitales, ni en gras.
- Le texte ne doit pas être écrit en capitales (les noms de famille non plus), ni en gras, ni en italique, ni en « petit »…
- Le gras n'est utilisé que pour surligner le titre de l'article dans l'introduction, une seule fois.
- L'italique est rarement utilisé : mots en langue étrangère, titres d'œuvres, noms de bateaux, etc.
- Les citations ne sont pas en italique mais en corps de texte normal. Elles sont entourées par des guillemets français : « et ».
- Les listes à puces sont à éviter, des paragraphes rédigés étant largement préférés. Les tableaux sont à réserver à la présentation de données structurées (résultats, etc.).
- Les appels de note de bas de page (petits chiffres en exposant, introduits par l'outil «  Source ») sont à placer entre la fin de phrase et le point final[comme ça].
- Les liens internes (vers d'autres articles de Wikipédia) sont à choisir avec parcimonie. Créez des liens vers des articles approfondissant le sujet. Les termes génériques sans rapport avec le sujet sont à éviter, ainsi que les répétitions de liens vers un même terme.
- Les liens externes sont à placer uniquement dans une section « Liens externes », à la fin de l'article. Ces liens sont à choisir avec parcimonie suivant les règles définies. Si un lien sert de source à l'article, son insertion dans le texte est à faire par les notes de bas de page.
- La présentation des références doit suivre les conventions bibliographiques. Il est recommandé d'utiliser les modèles {{Ouvrage}}, {{Chapitre}}, {{Article}}, {{Lien web}} et/ou {{Bibliographie}}. Le mode d'édition visuel peut mettre en forme automatiquement les références.
- Insérer une infobox (cadre d'informations à droite) n'est pas obligatoire pour parachever la mise en page.

Pour une aide détaillée, merci de consulter Aide:Wikification.
Si vous pensez que ces points ont été résolus, vous pouvez retirer ce bandeau et améliorer la mise en forme d'un autre article.
Nées comme une initiative pour explorer les apports de la lecture par ordinateur dans le domaine de sciences et plus particulièrement de sciences humaines, les Éditions Vigdor, Paris-France, publient depuis 1992 des ouvrages scientifiques au format numérique, créant pour cela un logiciel de lecture propre, Lector, remplacé en 2008 par le support PDF.
C'est une association déclarée.
D'abord commercialisés sous forme de disquette dans les librairies, ces ouvrages sont diffusés depuis 1995 à titre gratuit exclusivement sur le réseau Internet. 
Des intellectuels et scientifiques de premier ordre ont prêté concours à la réalisation de ce projet d'édition informatique alors pratiquement inexistante, parmi eux Robert Misrahi et Mario Bunge.
Trois catégories d'ouvrages peuvent être distingués dans le catalogue : les rééditions d'ouvrages épuisés, les traductions d’œuvres étrangères et des originaux. 
Dans la même ligne éditoriale, la Vidéothèque Vigdor diffuse librement des conférences vidéo brèves.
Les domaines principalement concernés sont ceux de la philosophie des sciences et les sciences du langage.
Depuis 2014 les Éditions Vigdor s'orientent vers l'édition de sites spécialisés, et des sites d'auteur. 
Sciences du langage
- Le testament de Littré
- Vocanet

Littérature
- Le récit-page

- Récits minimes, Fictions infimes

Mathématiques
- Expressions d'algébriste

Sites d'auteur
- Jacqueline Picoche

- Alicia Dujovne Ortiz

- Ada Teller